# Acanthomysis okayamaensis
Acanthomysis okayamaensis är en kräftdjursart som beskrevs av Ii 1964. Acanthomysis okayamaensis ingår i släktet Acanthomysis och familjen Mysidae. Inga underarter finns listade i Catalogue of Life.